# Ludwig Abranyi
Ludwig Abranyi (Pest, 1849 – 1901) è stato un pittore ungherese.

## Biografia
Studiò a Monaco di Baviera e lavorò a Parigi nell'atelier di Léon Bonnat. Si spostò quindi in Transilvania, per poi stabilirsi definitivamente a Budapest. È noto principalmente come autore di ritratti: si ricordano quelli di Ferenc Pulszky, Pál Sennyey e Artúr Görgei